# Batalla de l'illa Christmas
La batalla de l'illa Christmas, o operació X, va ser una escaramussa lluitada entre el 31 de març i l'1 d'abril de 1942, durant la Segona Guerra Mundial. A causa d'un motí de soldats indis contra els seus oficials britànics, les tropes japoneses van poder ocupar l'illa Christmas sense cap resistència. No obstant això, el submarí nord-americà Seawolf va causar greus danys al creuer lleuger japonès Naka.

## Antecedents
El 1942, l'Illa Christmas era una possessió britànica sota control administratiu de les Colònies de l'Estret, situat a 298 km. al sud de Java. Era important per dues raons: era un punt de control perfecte per a l'Oceà Índic occidental i era una font important de fosfats, certament necessaris per la indústria japonesa. Després de l'ocupació de Java, la Caserna General Imperial japonesa va emetre ordres per a la "Operació X" (la invasió i ocupació de l'Illa Christmas) el 14 de març de 1942.
El contraalmirall Shōji Nishimura va ser assignat per comandar la Força d'Ocupació de la Segona Flota Expedicionària del Sud, amb el creuer lleuger japonès Naka com el seu vaixell insígnia. La flota també constava dels creuers lleugers Nagara i Natori, i els destructors Minegumo, Natsugumo, Amatsukaze, Hatsukaze, Satsuki, Minazuki, Fumizuki i Nagatsuki, el vaixell d'aprovisionament Akebono Maru i els transports Kimishima Maru i Kumagawa Maru, amb 850 homes de les 21è i 24è Forces Especials i la Unitat de Construcció 102.
En contra d'aquesta força d'invasió, un canó de 150 mm, construït el 1900, era l'única artilleria muntada a l'Illa Christmas a 1940. La guarnició britànica -un destacament de l'Artilleria Reial de Hong Kong i Singapur- estava composta per 32 soldats. Els dirigia un oficial britànic, el capità Leonard W.T. Williams. La força de Williams consistia en un oficial indi, Subadar Muzaffar Khan, 27 artillers i suboficials indis punjabís, a més de quatre suboficials britànics.
L'illa va començar a ser atacada l'1 de març per nou bombarders japonesos. Dos dies més tard, un grup de tropes punjabís, creient a partir de la propaganda japonesa l'alliberament de l'Índia del domini britànic, es van amotinar, probablement actuant amb el suport tàcit d'alguns o tots els oficials de la policia sikh de l'illa. L'11 de març, van disparar i van matar a Williams i als quatre suboficials britànics i van llançar els seus cossos al mar. Després van tancar a l'oficial de districte i als pocs habitants europeus de l'illa tot esperant una execució que aparentment va ser frustrada per l'ocupació japonesa.

## Desenvolupament

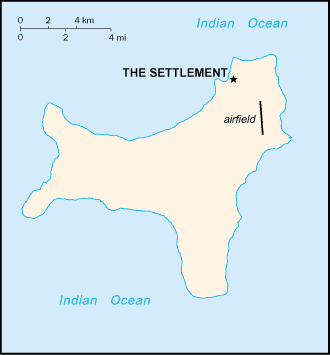
Mapa amb Flying Fish Cove i l'aeròdrom senyalitzats.

Durant la matinada del 31 de març de 1942, una dotzena de bombarders japonesos van llançar l'atac, destruint l'estació de ràdio, que es trobava a l'oficina de correus. Els fragments de les bombes caigudes encara podien ser visualitzades en els anys 80 a l'oficina de correus Padang. A causa del motí, el cos expedicionari japonès va ser capaç de desembarcar a Flying Fish Cove sense oposició.
A les 09:49 del mateix matí, el submarí americà Seawolf va disparar quatre torpedes al Naka; tots fallats. El Seawolf va atacar de nou a les 06:50 del matí següent, disparant 3 torpedes al Natori, fallats de nou. A la tarda, amb dos torpedes restants, de 1.000 m, el Seawolf va aconseguir ferir el Naka al seu costat d'estribord, prop de la caldera Núm 1. El dany va ser tan sever que el Naka va haver de ser remolcat de tornada a Singapur pel Natori, i finalment va ser obligat a tornar al Japó per ser exposat a un any de reparacions. Després de l'atac, els altres vaixells japonesos van seguir al submarí americà durant més de nou hores, però no van aconseguir aturar-lo.
El Natori va tornar a l'Illa Christmas i va reagrupar a tots els homes de la força d'ocupació, amb excepció d'un destacament de guarnició de 20 homes, i es va dirigir a la Badia de Banten, Indonèsia el 3 d'abril de 1942. Els japonesos van obtenir certes roques de fosfat, que van ser carregada en els vaixells de transport.

## Conseqüències
Després de la guerra, set rebels punjabís van ser rastrejats i sotmesos a judici en el tribunal de Singapur. Els primers sis que van ser identificats i jutjats van ser declarats culpables el 13 de març de 1947. Cinc van ser sentenciats a mort i un va ser condemnat a dos anys de presó amb ignomínia. El rei Jordi VI va confirmar les condemnes a mort el 13 d'agost de 1947. No obstant això, el govern britànic a l'Índia va ser desmantellat poc després, amb la independència de l'Índia i el Pakistan abans que poguessin dur-se a terme les execucions, tenint encara en compte les qüestions diplomàtiques. A l'octubre de 1947, un setè amotinat va ser identificat. També va ser jutjat i condemnat a mort. Un vuitè soldat va ser identificat com a participant en el motí, però mai va ser capturat. El 8 de desembre de 1947, les penes de mort van ser commutades a cadena perpètua després que els governs de l'Índia i del Pakistan van refer les seves lleis. Després d'altres discussions entre Gran Bretanya i Pakistan, sobre el lloc on les sentències s'han de complir, els sis presoners van ser traslladats al Pakistan al juny de 1955, després que el govern britànic perdés el seu interès en el cas.